# Isdera Imperator 108i
Isdera Imperator 108i — мелкосерийный немецкий суперкар, выпускавшийся с 1984 по 2001 годы. Автомобиль создавался на основе концепт-кара Mercedes-Benz CW311, представленного в 1978 году. Эберхард Шульц, который ранее работал в качестве инженера-конструктора для Mercedes-Benz, занимался как разработкой концепта CW311, так и Imperator 108i. В отсутствие интереса к концепту CW311 для производства, Mercedes-Benz позволил Шульцу выпускать автомобиль под собственным брендом, Isdera. Таким образом, Imperator является преемником CW311. От последнего он отличается увеличенным внутренним пространством и внешним дизайном. Так, например, вместо скрытых фар появились обычные.
Реализация кузова из стекловолокна, надетого на трубчатый стальной каркас, делала Isdera Imperator 108i похожей на автомобили Lamborghini своего времени. На первые экземпляры Imperator 108i устанавливался двигатель Mercedes-Benz M117 объёмом 5,0 л и конфигурацией V8, который позволял автомобилю развивать максимальную скорость до 283 км/ч. Разгон до 97 км/ч занимал в 5,0 секунды. После, когда Mercedes-Benz разработал более мощные двигатели V8, они также были использованы на Imperator 108i. Эти двигатели включали 5,6-литровые Mercedes-Benz M117 и AMG V8, а также 6,0-литровый AMG V8. Оба двигателя AMG имели новые 32-клапанные головки блока цилиндров.
Отличительным внешним элементом Imperator 108i является перископ заднего вида, расположенный на крыше автомобиля. Кроме этого, у него имеются двери крылья чайки.
Производство автомобиля состояло из двух серий. Первая серия была выпущена в количестве 17 экземпляров до 1991 года. Вторая серия была изменена технически и по дизайну, и выпускалась до 2001 года. В общей сложности было выпущено тридцать единиц, две из которых были экспортированы в Японию.
- Imperator 108i
- Вид сзади
- Mercedes-Benz CW311